# فوتكا
فوتكا (بالإنجليزية: VOTCA، اختصارًا لـ Versatile Object-oriented Toolkit for Coarse-graining Applications) هي مجموعة أدوات مفتوحة المصدر مخصصة لتطوير النماذج الجزيئية والتبسيط الجزيئي (coarse-graining). صُممت فوتكا بشكل خاص لتسهيل دراسة ومحاكاة المواد اللينة والأنظمة متعددة المقاييس.

## المكونات
تتكون فوتكا من عدة حزم برمجية فرعية، تتعاون معًا لتوفير أدوات شاملة في مجال النمذجة الجزيئية، وتشمل:
- votca-csg: حزمة لتبسيط الأنظمة الجزيئية (coarse-graining)، وتدعم عدة طرق مثل Iterative Boltzmann Inversion وInverse Monte Carlo وغيرها.

- votca-tools: مكتبة أدوات أساسية تُستخدم من قِبل الحزم الأخرى، وتوفر وظائف رياضية وتحليلية.

- votca-xtp: حزمة لحساب خصائص الإثارة الإلكترونية وانتقال الشحنات باستخدام نظرية الكثافة الوظيفية (DFT) وطرق متعددة مثل GW وBSE.

- votca-ci: حزمة لإدارة تكامل البرمجيات واختبار التطوير.

- votca-apps: تطبيقات مستقلة توفر وظائف محددة باستخدام البنية التحتية لفوتكا.

## الترخيص والتطوير
تُوزع فوتكا بموجب رخصة MIT، مما يسمح باستخدامها وتعديلها بحرية لأغراض البحث والتطبيق الصناعي. المشروع مدعوم من قبل مساهمين من خلفيات أكاديمية متعددة، ويتم تطويره بنشاط عبر منصات مفتوحة مثل GitHub.

## أسماء الإصدارات
تُطلق على إصدارات فوتكا أسماء مستوحاة من شخصيات واقعية أو خيالية في عالم العلوم، أو من عناصر مرتبطة بالثقافة العلمية. بعض أسماء الإصدارات السابقة تشمل:
   •    Einstein – تكريمًا لألبرت أينشتاين.
   •    Feynman – نسبةً إلى الفيزيائي ريتشارد فاينمان.
   •    Curie – نسبةً إلى العالِمة ماري كوري.
   •    Maxwell – في إشارة إلى جيمس كليرك ماكسويل.
   •    Boltzmann – نسبةً إلى لودفيغ بولتزمان.
يُستخدم نظام تسمية الإصدارات لإضفاء طابع رمزي وشخصي على كل إصدار، ولتعزيز الجانب الثقافي والعلمي للمشروع.

## وصلات خارجية
- الموقع الرسمي لفوتكا

- مستودع فوتكا على GitHub